# Signori (cognome)
Signori è un cognome di lingua italiana.

## Varianti
De Signore, De Signori, De Signoribus, Messe, Messere, Messeri, Messerotti, Messieri, Missere, Misseri, Misserotti, Missier, Missiroli, Seragnoli, Serandrei, Serangeli, Serantoni, Serarcangeli, Serazzi, Sere, Serguidi, Seri, Serianni, Sericola, Sermarini, Sermasi, Sermenghi, Sernicola, Serpieri, Serughi, Signore, Signorelli, Signorello, Signoretti, Signoribus, Signoriello, Signorile, Signorillo, Signorini, Signorino, Signoroni, Sirangelo, Sire, Sirgiovanni, Sirianni, Sirimarco, Sirleo.

## Origine e diffusione
Il cognome è tipicamente panitaliano, con maggiore concentrazione in Italia centro-settentrionale.
Potrebbe derivare da un titolo medioevale, ad indicare l'elevato ceto sociale del capostipite, dal latino senior, "anziano", da cui anche Senatori. Messere sta per "mio signore", da cui l'origine comune oltre al medesimo significato. È semanticamente affine ai cognomi Cirillo, Domenico, Mulè e Sebastiani.
Le varianti Signorini e Messeri sono toscane; Messier è veneto; Signore, Serianni e Sernicola sono meridionali; Signorino e Signoriello sono campani; Signorile è pugliese; Sire è calabrese; Serughi è tipicamente forlivese e significa "Di Ser Ugo".

## Persone
- Giosuè Signori – arcivescovo cattolico italiano
- Giuseppe Signori – ex calciatore italiano
- Giuseppe Signori – giornalista italiano